# Лисий лазающий полоз
Лисий лазающий полоз, или лисья змея (лат. Pantherophis vulpinus) — вид змей из семейства ужеобразных, обитающий в Северной Америке.

## Описание
Общая длина достигает 1,3 м. Голова немного вытянутая. Туловище массивное с рельефным орнаментом из тёмно-каштановых пятен вдоль спины на сером или желтоватом фоне. По бокам тянется ряд более мелких пятен. Голова может быть ржавого цвета.

## Образ жизни
Населяет прерии, леса, степи и сельскохозяйственные угодья. Питается мелкими млекопитающими.
Не агрессивный вид, практически не кусается.

## Размножение
Это яйцекладущая змея. Самка откладывает от 7 до 29 яиц.

## Распространение
Обитает на севере и в центре США, в юго-западной Канаде.